# Колоно-Миколаївка
Коло́но-Микола́ївка (перша назва — Еттінґерфельд) — село в Україні, у Васильківській селищній територіальній громаді Синельниківського району Дніпропетровської області. Населення становить 191 особу.

## Географія
Село Колоно-Миколаївка розташоване в північній частині Васильківської громади за 4 км від лівого берега річки Вовча. На південному сході межує з селом Нововасильківка, на сході з селом Богданівка та на заході з селом Катеринівка. Через село проходить автомобільна дорога Р85.

## Історія
Село засноване 1871 р. німцями із колонії Йозефсталь під назвою Еттінґерфельд.
Також мало назви Миколаївка, Дячкове, Тельмансдорф.
7 (20) листопада 1917 року, відповідно до Третього Універсалу Української Центральної Ради, увійшло до складу Української Народної Республіки.  
Під час організованого радянською владою Голодомору 1932—1933 років померло щонайменше 16 жителів села.
12 червня 2020 року, відповідно до розпорядження Кабінету Міністрів України № 709-р від «Про визначення адміністративних центрів та затвердження територій територіальних громад Дніпропетровської області», увійшло до складу Васильківської селищної громади.
19 липня 2020 року, в результаті адміністративно-територіальної реформи і ліквідації Васильківського району, село увійшло до складу новоутвореного Синельниківського району.

## Населення

### Мова
Розподіл населення за рідною мовою за даними перепису 2001 року:
| Мова            | Кількість | Відсоток |
| --------------- | --------- | -------- |
| українська      | 172       | 90.05%   |
| російська       | 12        | 6.28%    |
| білоруська      | 1         | 0.52%    |
| інші/не вказали | 6         | 3.15%    |
| Усього          | 191       | 100%     |